# 松崎雄一
松崎 雄一（まつざき ゆういち、1960年11月14日 - ）は、日本のキーボーディスト、音楽プロデューサーである。特に、怪人松崎様、妖怪松崎様等の名義で聖飢魔IIの作品でのレコーディング参加、共同プロデュース、ツアー参加等が有名である。
聖飢魔IIのライデン湯沢とゼノン石川が結成したフュージョンバンド、RXに当初よりサポート・ミュージシャンとして参加していたが、聖飢魔II解散後のRXでは正式メンバーとして参加した。その後RXは活動休止し、2013年の復活までは黒船バンドとして活動した。
21世紀に2枚のスタジオ・アルバムを発表。 ルーツであったプログレッシブ・ロックを核とした世界を表現している。

## 来歴・人物
聖飢魔IIの構成員同様、早稲田大学出身である（1985年法学部卒業）。
音楽学校の講師を数年間務めたこともあり、そのころは生徒から「ハニーちゃん」と呼ばれていた。
1984年、一世風靡セピアのバックバンドでプロとしての活動を開始。
1988年に聖飢魔IIが発布したアルバム「THE OUTER MISSION」が大々的にキーボードサウンドを取り入れた教典だったため、以降のツアーからサポート・キーボーディストを務め、スタジオ録音においても1993-4年（サポート：石黒彰）と1997年（プロデュース：ジョー・リノイエ）を除くほとんどの教典の共同プロデュース・編曲を手がけた。
聖飢魔IIでの名義は一定しておらず、参加当初は「キャプテン・キリヤマ」、その後は本名・怪人松崎様・妖怪松崎様などがその時々で使用され、爆裂聖飢魔IIでは爆裂松崎様とクレジットされた。最も多いのは「怪人松崎様」である。これらの芸名は主に演奏者としてのクレジットで使用されており、編曲者やプロデューサーとしては同じ作品内でも殆どは本名でクレジットされている（例　キーボード：怪人松崎様、編曲：松崎雄一）。編曲家やプロデューサーとしても本名表記でない作品は、恐怖のレストラン（妖怪松崎様名義）、爆裂聖飢魔II（爆裂松崎様名義）、荒涼たる新世界/PLANET / THE HELL（怪人松崎様名義）など極一部に限られる。
聖飢魔II構成員の個悪魔活動にも関わっており、デーモン小暮の「小暮伝衛門」で全曲アレンジ、ルーク篁の「篁」でキーボード、ライデン湯沢・ゼノン石川および松崎雄一のアルバム「RX」では作曲と全曲のアレンジに加えアルバムプロデュースも手掛けている。
「デーモン小暮の邦楽維新Collaboration」では「黒船バンド」（雷電湯澤(ds)、石川俊介(b)、松崎雄一(key) = RX）のバンドマスターとして活動している。
2002年、元RXサポートメンバー・宮腰雄基(g)のバンドBrejamilに参加し、以後数年間、同バンドにおいて、月一回ずつのライブ活動を行った。
編曲家、音楽プロデューサーとして、五島良子、城之内早苗、山村貴子（キング）、上岡龍太郎＆有賀さつきの作品なども手がけている。
1993年11月、1ヶ月にわたり中野サンプラザで公演されたロック・オペラ「ハムレット」（出演：Toshl、守谷香、デーモン小暮、山本リンダ、ローリー寺西、他）の舞台音楽のバンドマスターを務めた。2002年以降は、その時に少なからぬ縁のあった劇団新感線に関わる音楽制作や、舞台音楽でのバンド活動が増えている。
トンボが好きで、休日には撮影に出かけている。

## 主な作品

### Matsz
- 『WinDsOngS』（2002）
- 『MIST』（2003）

### RX
- 全編曲と、一部作曲も手がけている。「S・T・F」は日本テレビナイター中継「劇空間プロ野球」のオープニング曲に使用された。アルバムもオリコンチャートで最高位14位を記録。
- 「get it! get it!」はWOWOW「東京ロンブータワー」エンディングテーマ。

#### アルバム
- 『CHEMICAL REACTION』（1991）
- 『Zeitmesser』（2000）
- 『Elements』（2001）
- 『KISS OF LIFE』（2002）
- 『Best Of Rx Chemical Elements - Instrumental Selection -』（2003）
- 『Best Of Rx Chemical Elements - Vocal Selection -』（2003）